# سی‌تی اسکن
برش‌نگاری رایانه‌ای یا توموگرافی رایانه‌ای (به انگلیسی: Computerized Tomography) یا به اصطلاح سی‌تی اِسکَن، روشی نوین است که در علوم تشخیصی در فیزیک -پزشکی کاربرد تحقیقاتی و درمانی فراوانی دارد.
در این روش، کالبد انسان یا دیگر جانوران به صورت لایه‌به‌لایه برانداز (اسکن) می‌شود و بدین ترتیب بخش‌های درونی بدن نیز برای پزشکان قابل رؤیت می گردد.
امروزه فن آوری سی‌تی‌اسکن در بیمارستان‌ها و مراکز پژوهشی در سرتاسر دنیا (از جمله در ایران) کاربرد وسیع دارد

## مقدمه

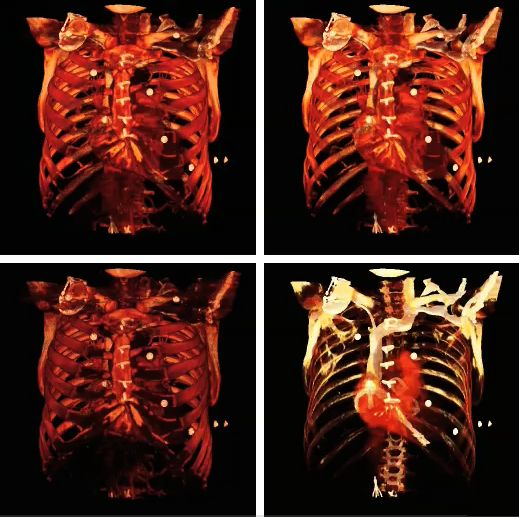

تصویربرداری سی تی یا سی‌تی اسکن یا توموگرافی کامپیوتری (به فارسی: مقطع‌نگاری رایانه‌ای) استفاده از اشعه ایکس در ارتباط با الگوریتم‌ها و محاسبات کامپیوتری به منظور ایجاد تصاویر از بدن می‌باشد. در سی تی، یک تیوب یا لولهٔ تولیدکنندهٔ اشعه ایکس، در مقابل یک آشکارساز (دتکتور) این اشعه قرار داده شده، و با کمک حلقه‌ای که به صورت یک دستگاه و به شکل چرخشی در اطراف بیمار حرکت می‌کند، تصویر کامپیوتریِ مقطعی به صورت برش یا مقطع عرضی تولید می‌نماید. سی تی در سطح آگزیال یا محوری است که تصویر به دست می‌دهد، در حالی که تصویرهای مقطع کرونال (تاجی) و ساژیتال (سهمی) را می‌توان به وسیلهٔ بازسازی‌های کامپیوتری ارائه کرد.
عوامل رادیوکنتراست یا مواد حاجب اغلب در سی تی برای توصیف بهتر آناتومی مورد استفاده واقع می‌شوند. گرچه رادیوگرافی قادر به تولید و ارائهٔ تفکیک‌پذیری فضایی بالاتری است، اما در عوض سی تی می‌تواند اطلاعات بیشتری را در مورد تغییرات دقیق و ظریف مربوط به میرایی پرتو ایکس تشخیص دهد. در ضمن سی تی بیمار را در معرض تابش اشعهٔ یونیزان بیشتری در مقایسه با رادیوگرافی قرار می‌دهد. در سی تی نوع اسپیرال با آشکارسازهای زیاد (مولتی دتکتور) از چند ردیاب یا آشکارساز بهره‌گیری می‌شود. در این نوع ۸، ۱۶، یا ۶۴ ردیاب یا آشکارساز در طول حرکتی پیوسته و مستمر از بیمار، از طریق تابش پرتو تصویر به دست می‌آورند که حاصل تصاویری عالی و با جزئیات بسیار ظریف در زمان بررسی کمتر می‌باشد.
با تجویز سریع کنتراست وریدی در طی سی‌تی اسکن این جزئیات دقیق تصویری را می‌توان بازسازی سه‌بعدی نمود و بدین ترتیب تصاویری از کاروتید، شریان مغزی و کرونری، یا به صورت سی تی آرتریوگرافی و سی تی آنژیوگرافی حاصل نمود. سی‌تی اسکن است تست انتخابی در تشخیص برخی از شرایط اضطراری و اورژانس مانند خونریزی مغزی، آمبولی ریه (لخته‌ای که موجب انسداد در عروق ریه‌ها شود)، دایسکشن آئورت یا همان پارگی سرخرگ آئورت (پاره شدن دیواره آئورت)، آپاندیسیت، دیورتیکولیت، و سنگ کلیه می‌باشد. با ادامهٔ پیشرفت‌ها و بهبود مداوم در فناوری سی‌تی اسکن، از جمله سریعتر شدن زمان تصویربرداری و بهبود رزولوشن یا وضوح و تفکیک‌پذیری تصاویر، دقت و کارایی این روش به‌طور چشمگیری افزایش یافته و در نتیجه از سی‌تی اسکن به میزان بیشتری در تشخیص‌های پزشکی استفاده می‌شود.
نخستین دستگاه سی‌تی اسکن (سی‌تی اسکنر) که به لحاظ تجاری قابل بهره‌برداری بود، توسط سر گادفری هانسفیلد در آزمایشگاه مرکزی تحقیقات ئی‌ام‌آی در بریتانیای کبیر به سال ۱۹۷۲ اختراع شد. حقوق قانونی ئی‌ام‌آی متعلق به شرکت توزیع آثار موسیقیِ گروه بیتل‌ها (بیتلز) بود که منافع آن به بودجهٔ پژوهشی اختصاص می‌یافت. سر گادفری هانسفیلد و آلن مک لود مک کورمک، به خاطر اختراع مشترکشان یعنی سی‌تی اسکن، برندهٔ جایزهٔ نوبل پزشکیِ سال ۱۹۷۹ شدند. نخستین دستگاه سی تی یا همان سی‌تی اسکنر نیز، به سال ۱۹۷۲ در کلینیک میو در روچستر واقع در مینه‌سوتا نصب گردید.

## پیشینه

شماتیک ساختار یک پویشگر سی‌تی نسل اول از نوع EMI. این پویشگرها فقط از سر مقطع‌نگاری می‌کردند.
۱. تیوپ مولد اشعه ایکس ۲. آشکارساز مرجع ۳. بدنه دهانه ۴. آب ۵. بالشتک ضربه‌گیر ۶. یک جفت آشکارساز ۷. محل قرار گرفتن سر ۸. پلاستیک نرم

پایه‌های ریاضی مقطع‌نگاری کامپیوتری به اوایل قرن بیستم بازمی‌گردد. کاربرد عملی این روش در دهه ۶۰ میلادی بنیان‌گذارده شد. در سال ۱۹۶۳، آلن کرماک از دانشگاه تافتز از افرادی بود که نخستین بار نظریه یک سیستم سی تی اسکن را مطرح کرد. اما عملاً اولین اسکنر تجارتی در سال ۱۹۷۲ توسط گودفری هاونسفیلد از آزمایشگاه EMI در انگلستان انجام گردید.
یکای هاونسفیلد به افتخار هاونسفیلد نام گذاری گردید و در نهایت جایزه نوبل پزشکی سال ۱۹۷۹ به کرماک و هاونسفیلد جهت ابداع این سیستم اعطا گردید.
سال‌ها بعد، سیستم‌های سی تی از نوع پیچشی (یا مارپیچی)، توسط افرادی چون ویلی کالندار (willi kalendar) ابداع گردیدند.

## نسل‌ها
در واقع، تکامل سیستم‌های سی‌تی را می‌توان به صورت زیر خلاصه کرد:
- نسل اول: سیستم‌های پرتو خطی (pencil beam). حرکت منشأ و آشکارساز هر دو به صورت انتقال-دوران.
- نسل دوم: سیستم‌های پرتو بادبزنی باریک (narrow fan beam). حرکت منشأ و آشکارساز هر دو به صورت انتقال-دوران.
- نسل سوم: سیستم‌های پرتو بادبزنی پهن (wide fan beam). حرکت منشأ و آشکارساز هر دو به صورت دورانی. آغاز استفاده از فناوری حلقه‌های لغزنده (slip ring technology).
- نسل چهارم: سیستم‌های با حرکت دورانی منشأ، اما با آشکارساز ساکن.
- نسل پنجم: سیستم‌های مقطع‌نگاری رایانه‌ای با پرتو الکترونی
- نسل ششم: اضافه شدن حرکت مارپیچی یا اسپیرال (spiral). برای این نوع سیستم‌ها، گام (pitch) قابل تعریف است.
- نسل هفتم: استفاده از آرایه‌های آشکارساز چندردیفی (Multi Detector Array) معروف به MDCT.

امروزه پویشگرهای سی‌تی نسل هفتم بر اساس الگوی حرکتی سیستم‌های نسل سوم کار می‌کنند، و سیستم‌های نسل چهارم در واقع از رده خارج شدند؛ لذا منشأ پرتوها و آشکارسازها هر دو حرکت دورانی دارند. همچنین با آمدن به بازار سی‌تی‌های نسل ششم و هفتم با آرایهٔ +۶۴ برش، سیستم‌های مقطع‌نگاری رایانه‌ای با پرتو الکترونی تقریباً از صحنه حذف شده‌اند، و امروزه بیشتر فقط برای پژوهش کاربرد دارند.

## ساختار و طرز کار

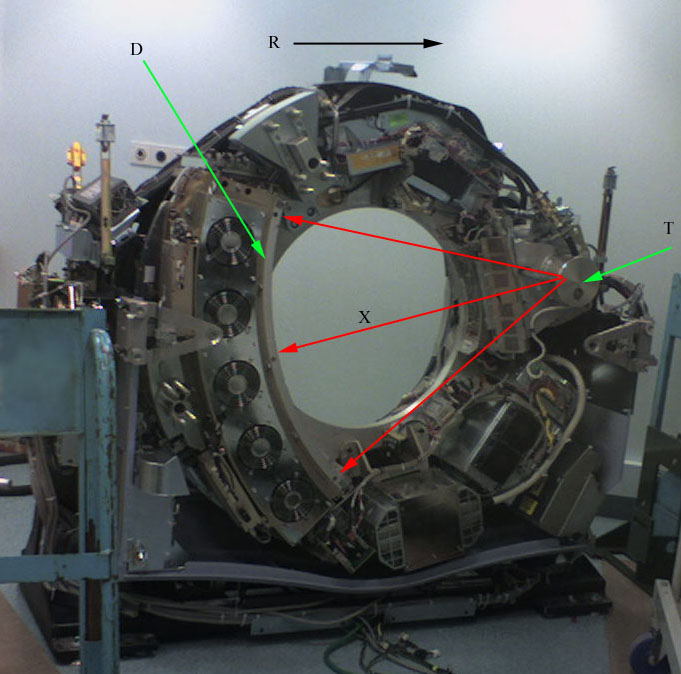
نمایی از داخل یک سی‌تی اسکن نسل هفتم. T: منشأ پرتو R: جهت دوران X: باریکهٔ پهن پرتوها D: آرایه آشکارسازها

دستگاه متداولی که این روش را جهت تصویر برداری به کار می‌برد سی تی اسکن نام دارد و متشکل از تعداد انبوهی آشکارساز کوچک از نوع شمارنده درخششی (Scintillator) است که به صورت چندین ردیف درون دستگاه قرار داده شده‌اند. این‌ها پرتوهای ایکس عبوری از درون بدن بیمار را آشکارسازی می‌کنند. سپس سیگنال‌های دریافت شده بتوسط الگوریتم‌های مخصوصی همانند از نوع بازتابی فیلتر شده (filtered backprojection) و بازسازی تکراری (iterative reconstruction) تصویر را بازسازی می‌کنند. سیر تکاملی این دستگاه‌ها اغلب در هفت نسل توسعه (generation) بررسی می‌شود.
پیشرفت‌های اخیر در ساختمان دستگاه تصویر برداری، تکنولوژی آشکارسازی، آرایه‌های آشکارساز چندگانه و طراحی تیوب پرتوایکس، زمان اسکن را به کسری از ثانیه تقلیل داده‌است. کامپیوترهای مدرن قدرت محاسباتی ارائه می‌دهند که اجازهٔ بازسازی عمدهٔ اطلاعات تصویر را به صورت (real time) می‌دهد.
با وجود پیشرفت‌های مکرر و فراوانی که امروزه در صنعت سی تی اسکن‌ها مشاهده می‌شود، آرتیفکت در سی تی اسکن همچنان یکی از موضوعات مهم در کیفیت تصویر این سیستم‌ها محسوب می‌گردد.

## انواع

### مقطع‌نگاری رایانه‌ای با پرتو الکترون(EBCT)
در این نوع مقطع‌نگاری رایانه‌ای که به EBCT موسوم گشت، از حرکت غیر مکانیکی منبع پرتوهای ایکس استفاده می‌شود. این سیستم‌ها از یک حلقهٔ تنگستنی استفاده می‌شود که دید زاویهٔ ۲۱۰ درجه را پوشش می‌دهد، و در عوض از میادین الکترومغناطیسی برای انحنا دادن به پرتو به زاویه معینی استفاده می‌گردد.
این روش با پیشرفت سیستم‌های MDCT امروزه تقریباً منسوخ شده‌است.

### مقطع‌نگاری رایانه‌ای با آشکارسازهای چند-ردیفی (MDCT)
در قسم دیگر، منبع پرتوهای ایکس و میز (یا تخت بیمار) هم‌زمان حرکت می‌کنند که به اخذ داده‌ها به صورت مارپیچ گونه (helical) می‌انجامد. این مد از مقطع‌نگاری رایانه‌ای امروزه بیشتر رایج است و مقطع‌نگاری رایانه‌ای با آشکارسازهای چند-ردیفی (MDCT) یا «مولتی اسلایس» (MSCT) نام دارد.
اخیراً این دستگاه‌ها با پت اسکن به صورت ترکیبی (پت-سی تی) وارد بازار شده‌اند.
در این روش جدید (یعنی PET/CT)اطلاعات مربوط به فیزیولوژی و عملکرد (قابلیت PET)، با اطلاعات مربوط به آناتومی (که CT با رزولوشن بالا در اختیارمان می‌گذاشت)، تلفیق شده و ارزش تصاویر نهایی در تشخیص، بسیار بالاست.
مهمترین کاربردهای کلینیکی این روش:
مطالعهٔ تومور (۸۵٪)
دانش قلب‌شناسی (۵٪)
عصب‌شناسی(۱۰٪)
می‌باشند.
اما ترکیبات مشابه دیگر نیز، همانند سیستم‌های SPECT/CT نیز وجود دارند.
| ویژگی          | EBCT                           | MDCT                           |
| منبع پرتو ایکس | یک هدف پرتو الکترونی           | یک تیوب پرتو ایکس چرخنده       |
| آشکارساز       | یک آشکارساز                    | چندین ردیف آشکارساز            |
| هندسهٔ اسکن     | هدف و آشکارساز هر دو ثابت      | دهانه (gantry) چرخنده          |
| وضوح زمانی     | ۱۰۰ میلی ثانیه                 | ۲۵۰ میلی ثانیه                 |
| وضوح فضایی     | (۰٫۸) (۰٫۸) (۲٫۵) میلی‌متر مکعب | (۰٫۵) (۰٫۵) (۱٫۰) میلی‌متر مکعب |
| پرتودهی        | ۱٫۵ میلی سیورت                 | ۹ میلی سیورت                   |

### مقطع‌نگاری رایانه‌ای با اشعه مخروطی (CBCT)
این نوع سیستم‌ها را می‌توان در دنداپزشکی‌ها و آزمایشگاه‌ها دید.

### مقطع‌نگاری رایانه‌ای با دو انرژی (DSCT)

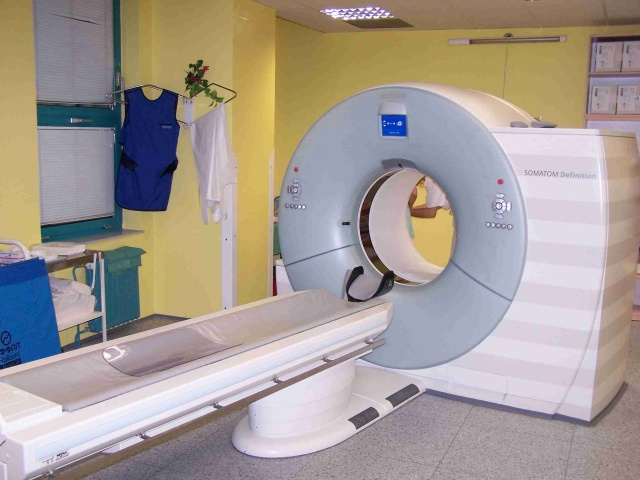
DSCT

## آرتیفکت
مقطع‌نگاری رایانه‌ای به دلیل نوع کار و مشخصات اجزایش دارای آرتیفکتهاییست که منحصر بفرد بوده، و حائز اهمیت بسیارند. مهم‌ترین این‌ها عبارتند از:
- آرتفکت حرکتی (به انگلیسی: Motion artifact) باعث ظهور تصویری تار می‌گردد. در سیستم‌های نسل هفتم، تعداد وفور آرایه‌های آشکارساز، سرعت فوق‌العاده زیادی به سیستم بخشیده‌اند، که این خود باعث بالا رفتن قدرت تفکیک زمانی، و در نتیجه نزول و حتی محو کامل آرتیفکت‌های حرکتی شده‌است.
- آرتفکت مخطط (به انگلیسی: Streak artifact) غالباً در مجاور مواد متراکم (مثل مثلاً ترکیبات کلسیمی در آترواسکلروسیس) دیده می‌شود، و باعث ظهور خطوطی روشن و شسته شدن اطلاعات در مجاور مواد متراکم می‌گردد.
- آرتفکت سخت شدن پرتو (به انگلیسی: Beam hardening artifact) که به دلیل جذب فوتون‌های با انرژی کمتر ظاهر می‌شود.
- آرتفکت حلقوی (به انگلیسی: Ring artifact) که در نسل سوم پویشگرها ظاهر شد و به دلیل عدم تنظیم آشکارسازها می‌تواند ظاهر شود.

## نگارخانه
- یک فانتوم کنترل کیفیت سیستم‌های سی تی
- نمایی از دهانه (gantry) و چگونگی قرار گرفتن بیمار در درون پویشگر به صورت پوزیشن خوابیده به شکم
- نتیجهٔ ترکیب سیستم‌های پت اسکن و سی تی اسکن تصویر آناتومی + متابولیکی بالا می‌باشد.
- نمونهٔ تصویر برشی سی تی اسکن از دستگاه گوارش

## کاربردهای غیر پزشکی
از سی تی اسکن‌ها برای کاربردهای غیر پزشکی نیز استفاده می‌شود. به‌طور نمونه در تحقیقات دیرینه‌شناسی یا علم مواد، سی تی اسکن‌ها نقش قابل توجهی را ایفا می‌کنند.
اخیراً حتی یک فسیل دایناسور مومیایی شده توسط بزرگ‌ترین سی تی اسکن جهان متعلق به شرکت بویینگ آمریکا، اسکن شد.